# سعید عزت‌اللهی
سعید عزت‌اللهی آفاق (زادهٔ ۱۰ مهر ۱۳۷۵) بازیکن فوتبال اهل ایران است که در پست هافبک دفاعی برای باشگاه فوتبال شباب الاهلی در لیگ برتر امارات متحده عربی و تیم ملی فوتبال ایران بازی می‌کند.
او پیش‌تر در تیم فوتبال اتلتیکو مادرید در سگوندا دیویژن بی (سومین سطح برتر فوتبال اسپانیا) در پست هافبک دفاعی و میانی بازی می‌کرد. وی همچنین در تمرینات تیم بزرگسالان اتلتیکو مادرید شرکت کرده‌است و زیر نظر دیگو سیمئونه تمرین کرده‌است. او در اردیبهشت ماه ۱۳۹۴ توسط کارلوس کی‌روش به تیم ملی فوتبال ایران دعوت شد.

## عملکرد باشگاهی

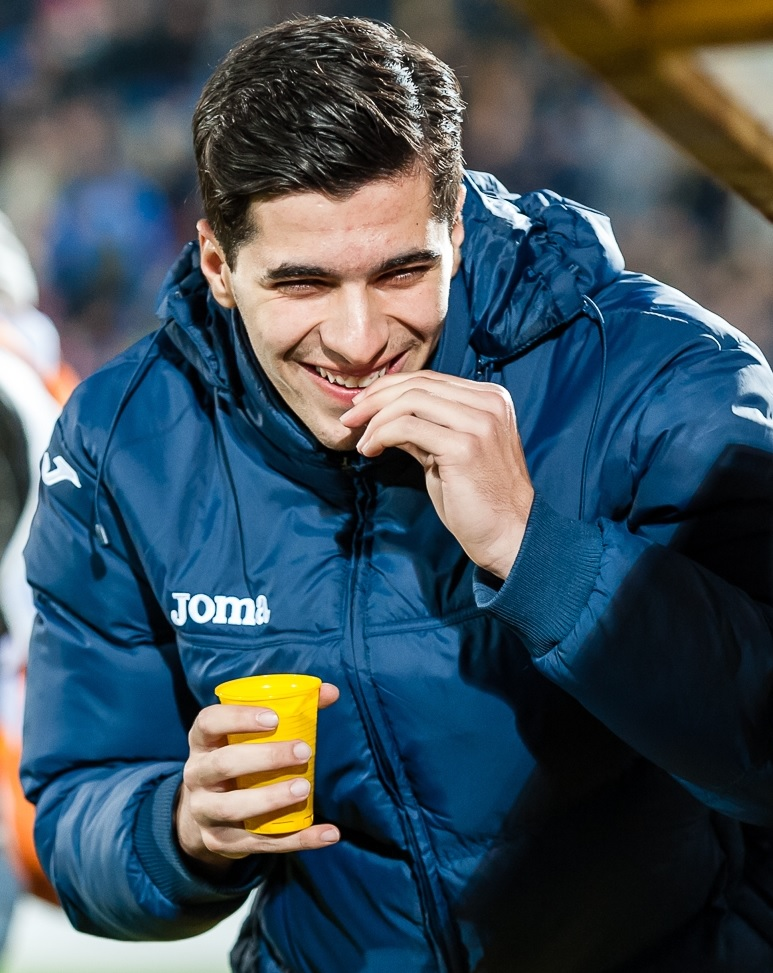
عزت‌اللهی سال ۲۰۱۶ زمانی که تازه به روستوف پیوست

### ملوان
او فوتبال خود را در مدرسه فوتبال قایقران زیر نظر پدرش (نادر عزت‌اللهی) از پیشکسوتان باشگاه ملوان بندر انزلی آغاز کرد، سپس به تیم شهرداری بندرانزلی رفت و ۳سال در آنجا به بازی پرداخت و از آنجا به خدمت نونهالان ملوان درآمد و پس از پیوستن به تیم نوجوانان ملوان در سال ۱۳۹۱ زیر نظر محمد احمدزاده به تیم بزرگسالان ملوان منتقل شد.

### اتلتیکو مادرید سی
وی در سال ۱۳۹۳ با قراردادی پنج ساله، به باشگاه فوتبال اتلتیکو مادرید سی پیوست.

### روستوف
عزت‌اللهی پس از سقوط اتلتیکو مادرید سی راهی باشگاه روستوف روسیه شد و اولین گل اروپایی این باشگاه را به ثمر رساند. وی در طول عضویت در این باشگاه به صورت قرضی برای باشگاه آنژی و آمکار روسیه نیز بازی کرده‌است. وی در پایان فصل ۲۰۱۷–۲۰۱۸ تیم آمکار را ترک و به باشگاه سابق خود «روستوف» بازگشت.
عزت‌اللهی اولین بازی خود را برای روستوف در ماه مه ۲۰۱۶ برابر دینامو مسکو انجام داد.

## زندگی خصوصی

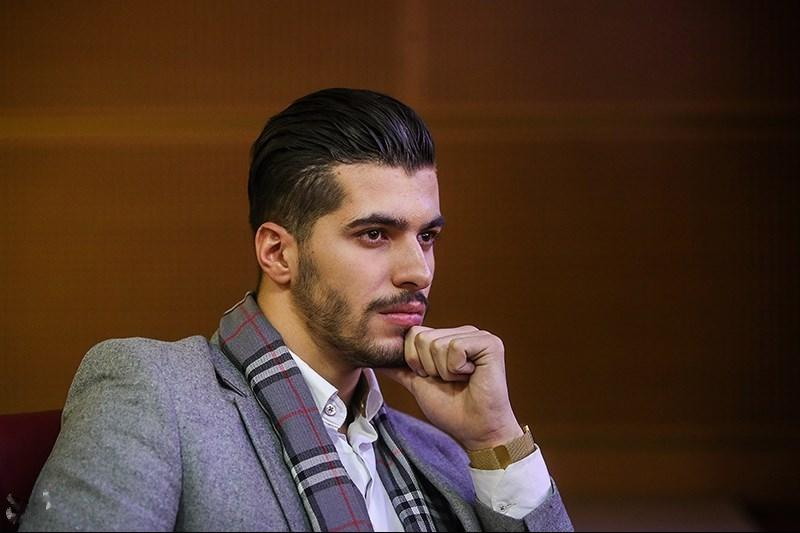
عزت‌اللهی در نشست خبری فیلم فراری در جشنواره فیلم فجر ۱۳۹۶

عزت‌اللهی پسر نادر عزت‌اللهی، مربی فوتبال ایرانی در آکادمی ملوان است که مدیر برنامه‌های او نیز می‌باشد.
در سال ۲۰۱۹، عزت‌اللهی آهنگی رپ در حمایت از تیم ایران در جام ملت‌های آسیا ۲۰۱۹ منتشر کرد، زیرا او قبل از جام ملت‌ها در بازی برای ردینگ مصدوم شد و نتوانست در کنار تیم باشد.

## آمار باشگاهی
| باشگاه               | فصل                 | لیگ                 | لیگ  | لیگ | جام  | جام | قاره‌ای | قاره‌ای | سایر | سایر | مجموع | مجموع |
| باشگاه               | فصل                 | دسته                | بازی | گل  | بازی | گل  | بازی   | گل     | بازی | گل   | بازی  | گل    |
| -------------------- | ------------------- | ------------------- | ---- | --- | ---- | --- | ------ | ------ | ---- | ---- | ----- | ----- |
| ملوان                | ۹۲–۱۳۹۱             | لیگ برتر            | ۱۰   | ۰   | ۱    | ۰   | –      | –      | –    | –    | ۱۱    | ۰     |
| ملوان                | ۹۳–۱۳۹۲             | لیگ برتر            | ۹    | ۰   | ۱    | ۰   | –      | –      | –    | –    | ۱۰    | ۰     |
| مجموع ملوان          | مجموع ملوان         | مجموع ملوان         | ۱۹   | ۰   | ۲    | ۰   | –      | –      | –    | –    | ۲۱    | ۰     |
| اتلتیکو مادرید سی    | ۲۰۱۴–۲۰۱۵           | لالیگا دو           | ۵    | ۰   | ۰    | ۰   | ۱      | ۰      | ۰    | ۰    | ۶     | ۰     |
| روستوف               | ۲۰۱۵–۲۰۱۶           | لیگ برتر روسیه      | ۱    | ۰   | ۰    | ۰   | ۰      | ۰      | –    | –    | ۱     | ۰     |
| روستوف               | ۲۰۱۶–۲۰۱۷           | لیگ برتر روسیه      | ۱۰   | ۱   | ۱    | ۰   | ۶      | ۱      | ۰    | ۰    | ۱۷    | ۲     |
| روستوف               | ۲۰۱۷–۲۰۱۸           | لیگ برتر روسیه      | ۰    | ۰   | ۰    | ۰   | ۰      | ۰      | ۰    | ۰    | ۰     | ۰     |
| مجموع روستوف         | مجموع روستوف        | مجموع روستوف        | ۱۱   | ۱   | ۱    | ۰   | ۶      | ۱      | ۰    | ۰    | ۱۸    | ۲     |
| آنژی مخاچ‌قلعه (قرضی) | ۲۰۱۶–۲۰۱۷           | لیگ برتر روسیه      | ۱۰   | ۰   | ۱    | ۰   | –      | –      | –    | –    | ۱۱    | ۰     |
| مجموع آنژی مخاچ‌قلعه  | مجموع آنژی مخاچ‌قلعه | مجموع آنژی مخاچ‌قلعه | ۱۰   | ۰   | ۱    | ۰   | –      | –      | –    | –    | ۱۱    | ۰     |
| آمکار پرم (قرضی)     | ۲۰۱۷–۲۰۱۸           | لیگ برتر روسیه      | ۱۵   | ۱   | ۱    | ۰   | –      | –      | –    | –    | ۱۶    | ۱     |
| مجموع آمکار پرم      | مجموع آمکار پرم     | مجموع آمکار پرم     | ۱۵   | ۱   | ۱    | ۰   | –      | –      | –    | –    | ۱۶    | ۱     |
| ردینگ (قرضی)         | ۲۰۱۸–۲۰۱۹           | چمپیونشیپ           | ۴    | ۰   | ۰    | ۰   | –      | –      | –    | –    | ۴     | ۰     |
| مجموع ردینگ          | مجموع ردینگ         | مجموع ردینگ         | ۴    | ۰   | ۰    | ۰   | –      | –      | –    | –    | ۴     | ۰     |
| اوپن (قرضی)          | ۲۰۱۹–۲۰۲۰           | لیگ برتر بلژیک      | ۴    | ۰   | ۲    | ۰   | –      | –      | –    | –    | ۶     | ۰     |
| مجموع اوپن           | مجموع اوپن          | مجموع اوپن          | ۴    | ۰   | ۲    | ۰   | –      | –      | –    | –    | ۶     | ۰     |
| وایله بلدکلوب        | ۲۰۲۰–۲۰۲۱           | سوپر لیگ دانمارک    | ۲۹   | ۴   | ۳    | ۰   | –      | –      | –    | –    | ۳۲    | ۴     |
| وایله بلدکلوب        | ۲۰۲۱–۲۰۲۲           | سوپر لیگ دانمارک    | ۱۳   | ۱   | ۴    | ۱   | –      | –      | –    | –    | ۱۷    | ۲     |
| وایله بلدکلوب        | ۲۰۲۲–۲۰۲۳           | دسته اول دانمارک    | ۲۰   | ۲   | ۴    | ۰   | –      | –      | –    | –    | ۲۴    | ۲     |
| وایله بلدکلوب        | ۲۰۲۳–۲۰۲۴           | سوپر لیگ دانمارک    | ۱۰   | ۱   | ۰    | ۰   | –      | –      | –    | –    | ۱۰    | ۱     |
| مجموع وایله بلدکلوب  | مجموع وایله بلدکلوب | مجموع وایله بلدکلوب | ۷۲   | ۸   | ۱۱   | ۱   | –      | –      | –    | –    | ۸۳    | ۹     |
| الغرافه (قرضی)       | ۲۰۲۱–۲۰۲۲           | لیگ ستارگان قطر     | ۴    | ۰   | ۳    | ۰   | ۶      | ۰      | –    | –    | ۱۳    | ۰     |
| مجموع الغرافه        | مجموع الغرافه       | مجموع الغرافه       | ۴    | ۰   | ۳    | ۰   | ۶      | ۰      | –    | –    | ۱۳    | ۰     |
| شباب الاهلی          | ۲۰۲۳–۲۰۲۴           | لیگ برتر امارات     | ۱۲   | ۲   | ۲    | ۰   | –      | –      | –    | –    | ۱۴    | ۲     |
| شباب الاهلی          | ۲۰۲۴–۲۰۲۵           | لیگ برتر امارات     | ۲۰   | ۶   | ۳    | ۰   | ۹      | ۱      | ۴    | ۰    | ۳۶    | ۷     |
| مجموع شباب الاهلی    | ۳۲                  | ۸                   | ۵    | ۰   | ۹    | ۱   | ۴      | ۰      | ۵۰   | ۹    |       |       |
| مجموع آمار           | مجموع آمار          | مجموع آمار          | ۱۷۶  | ۱۸  | ۲۶   | ۱   | ۲۲     | ۲      | ۴    | ۰    | ۲۲۸   | ۲۱    |

## آمار ملی

### بازی‌های ملی
تا تاریخ ۱۰ ژوئن ۲۰۲۵
| ایران | ایران | ایران | ایران  |
| سال   | بازی  | گل    | پاس گل |
| ----- | ----- | ----- | ------ |
| ۲۰۱۵  | ۴     | ۱     | ۰      |
| ۲۰۱۶  | ۱۰    | ۰     | ۲      |
| ۲۰۱۷  | ۹     | ۰     | ۰      |
| ۲۰۱۸  | ۵     | ۰     | ۰      |
| ۲۰۱۹  | ۲     | ۰     | ۰      |
| ۲۰۲۰  | ۱     | ۰     | ۱      |
| ۲۰۲۱  | ۱۰    | ۰     | ۰      |
| ۲۰۲۲  | ۹     | ۰     | ۰      |
| ۲۰۲۳  | ۸     | ۰     | ۰      |
| ۲۰۲۴  | ۱۶    | ۰     | ۰      |
| ۲۰۲۵  | ۳     | ۰     | ۰      |
| مجموع | ۷۷    | ۱     | ۳      |

### گل‌های ملی
| شماره | تاریخ          | میزبان | بازی ملی | حریف      | نتیجه | رقابت                  |
| ----- | -------------- | ------ | -------- | --------- | ----- | ---------------------- |
| ۱     | ۱۲ نوامبر ۲۰۱۵ | تهران  | ۴        | ترکمنستان | ۳–۱   | مقدماتی جام جهانی ۲۰۱۸ |

## افتخارات

### باشگاهی

#### وایله بلدکلوب
- قهرمان لیگ دسته اول فوتبال دانمارک(۱):۲۰۲۲-۲۰۲۳[۶]

#### روستوف
- نایب قهرمانی لیگ برتر روسیه(۱): ۱۶–۲۰۱۵[۷]
- نایب قهرمانی جام حذفی روسیه[۸]

#### الغرافه قطر و شباب الاهلی امارات
- نایب قهرمانی جام امیر قطر(۱):۲۰۲۲.                            نایب قهرمانی لیگ برتر امارات ۲۰۲۳_۲۰۲۴ و قهرمانی در 2 سوپر کاپ قطر و امارات و سوپر جام امارات با شباب الاهلی

### فردی
- بهترین پدیده جوان ایران: ۹۲–۱۳۹۱[۹]

### ملی
- قهرمانی مسابقات فوتبال آسیای مرکزی(۱): ۲۰۲۳